# Bring the Soul: The Movie
Bring the Soul: The Movie (브링 더 소울: 더 무비?, Beuring deo so-ul: Deo mubiLR) è un film documentario sudcoreano del 2019 diretto da Park Jun-soo.
La pellicola ha come protagonista il gruppo musicale BTS e alterna le esibizioni durante il Love Yourself World Tour alle conversazioni con i membri del gruppo girate in un attico di Parigi al termine della tappa europea del tour nell'ottobre 2018.

## Promozione
Il film è stato annunciato il 26 giugno 2019 attraverso l'account Twitter ufficiale dei BTS, mentre i biglietti sono stati messi in vendita il 3 luglio seguente, lo stesso giorno di uscita del primo trailer.

## Distribuzione
La pellicola è stata distribuita dal 7 all'11 agosto 2019 da Trafalgar Releasing in cinema selezionati di 112 Paesi in tutto il mondo, diventando l'evento cinematografico proiettato nel maggior numero di territori di sempre fino a quel momento. È tornato nelle sale dal 28 al 30 agosto 2020, con l'aggiunta di una clip in anteprima di Break the Silence: The Movie.

## Accoglienza

### Botteghino
Una settimana dopo l'uscita, Bring the Soul: The Movie aveva guadagnato $4,4 milioni negli Stati Uniti e in Canada, e $8,2 milioni in altri territori, per un totale globale di $12,6 milioni. La pellicola è stata vista complessivamente da 2,55 milioni di persone, fruttando $24,3 milioni in tutto il mondo, infrangendo il record di vendite per un evento cinematografico.
In Corea del Sud, il film ha venduto 164.000 biglietti in prevendita. Si è posizionato in testa al botteghino della prima giornata, attirando 137.419 spettatori e incassando 1 miliardo, 269 milioni e 123.800 won. Il 13 agosto il totale degli spettatori ha superato quota 280.000, e le proiezioni, durate due settimane, si sono chiuse con 330.000 presenze complessive. Negli Stati Uniti è stato proiettato in 873 cinema, incassando $2,3 milioni nel fine settimana d'apertura e $4,4 milioni nei primi cinque giorni. In Italia è stato secondo al botteghino del weekend del 9 agosto con €231.760 e ne ha incassati €363.595 totali per 30.527 spettatori in 177 strutture. Con le repliche del fine settimana 17-18 agosto, l'incasso italiano complessivo è salito a €376.044.

### Critica
Bring the Soul: The Movie ha ricevuto pareri critici misti. Sean Patrick di Beat l'ha trovato "un film concerto piuttosto semplice e non particolarmente innovativo", ma reso "unico [...] dagli stessi membri dei BTS, che risultano incredibilmente onesti, compassionevoli, premurosi e schietti" e "straordinario per ciò che il documentario ispira in coloro che scelgono di analizzarlo". Per Siddhant Adlakha di Firstpost la pellicola "non ha né l'intimità del primo film né la musicalità del secondo, e il risultato sembra meno un documentario e più una serie sconnessa di scene tagliate". Ahn Sung-mi di The Korea Herald, al contrario, l'ha giudicato "montato in modo efficace, mescolando momenti strappalacrime, esilaranti, intimi e a cuore aperto dei membri che mostrano le loro dinamiche interiori in mezzo alla musica", pur desiderando maggior approfondimento sui pensieri e le idee del gruppo.